# Навроцкий, Михаил Карпович
Михаи́л Ка́рпович Навро́цкий (1 ноября 1919, Тараща — 9 июля 1991, Киев) — штурман отряда 12-го гвардейского авиационного полка 12-й авиационной дивизии 7-го авиационного корпуса авиации дальнего действия, гвардии старший лейтенант, Герой Советского Союза.

## Биография
Родился 1 ноября 1919 года в городе Тараща ныне Киевской области Украины в крестьянской семье, украинец, член КПСС с 1943 года.
Окончил Таращанский техникум механизации и электрификации сельского хозяйства.
В 1939 году начал службу в Красной Армии. В 1940 году окончил Краснодарскую военно-авиационную школу пилотов. На полях Великой Отечественной войны с июля 1941 года. Воевал на Ленинградском фронте, Воронежском и 1-м Белорусском фронтах.
В июне 1942 года, группа советских войск Ленинградского фронта находилась в окружении возле Малой Уивер, нужно было поставлять продукты питания и боеприпасы. Их можно было сбрасывать с самолётов, преимущественно ночью. Среди других, этим занимался также Навроцкий.
Транспортные самолёты кружили над маленькой площадкой, выбирая место, где можно было бы точнее сбросить груз. Неожиданно налетели вражеские истребители. Советские истребители, сопровождавшие грузовые самолёты, начали бой с врагом. С земли враг атаковал советские самолёты огнём зенитной артиллерии и пулемётов. Несмотря на это, груз все же был доставлен.
Вскоре полк, в котором служил Навроцкий, получил новые типы самолётов, и экипажи начали подготовку к ночным бомбардировкам в глубоком тылу врага. Одним из таких объектов стала станция Щигры у Курска, вблизи которой находились склады топлива и боеприпасов.
Первым вылетел на задание самолёт со штурманом Навроцким. Лейтенант точно проложил курс, вывел самолёт на цель, и склады были уничтожены точным бомбовым ударом.
После разгрома немецких захватчиков на Волге штурман Навроцкий участвовал в боях на Курской дуге, нанося удары по вражеским коммуникациям и скоплениям живой силы и техники.
В битве за Днепр, выполняя ответственные задания командования, он совершил десятки вылетов в расположение передовых частей фронта. Доставлял наступающим войскам оружие, боеприпасы, горючее, эвакуировал раненых.
Темной осенней ночью 1944 экипажу Навроцкого дали задание нанести бомбовый удар по порту Клайпеда. После того, как бомбы были сброшены, за самолётом начал погоню вражеский истребитель. Командир самолёта и бортмеханик получили тяжёлые ранения. Оказав им первую медицинскую помощь, штурман Навроцкий взял на себя управление самолётом и благополучно приземлился на своём аэродроме.
С июля 1941 года по июнь 1944 года Навроцкий совершил 268 ночных и 115 дневных вылетов. Метко бомбил врага в районе Сталинграда, Орла, Курска, Вязьмы, и Гомеля, а также сбросил на различные цели врага 240 тонн авиабомб, перевез 180 тонн груза, эвакуировал 375 раненых, переправил 240 человек в тыл врага к партизанам.
Указом Президиума Верховного Совета СССР от 5 ноября 1944 года за совершение более 380 боевых вылетов, умелое и точное поражение врага бомбовыми ударами и проявленные при этом мужество и героизм гвардии старшему лейтенанту Навроцкому Михаилу Карповичу присвоено звание Героя Советского Союза с вручением ордена Ленина и медали «Золотая звезда» (№ 5265).
В 1952 году Навроцкий уволился в запас. Жил в Киеве. Умер 9 июля 1991 года. Похоронен в Киеве на Берковецком кладбище.
Награждён орденами Ленина, Красного Знамени, Отечественной войны 1-й и 2-й степени, Красной Звезды, медалями.